# 17 janvier en sport
17 décembre 17 février
Chronologies thématiques
- Croisades
- Ferroviaires
- Disney

Le 17 janvier (17e jour de l'année) en sport.

## Événements

### XIXesiècle
- 1899 :
  - (Automobile) : à Achères (Yvelines), Camille Jenatzy atteint la vitesse de 66,66 km/h. Record de vitesse terrestre.
  - (Automobile) : le record de Camille Jenatzy est immédiatement battu par Gaston de Chasseloup-Laubat à 70,31 km/h. Record de vitesse terrestre.

### XXesièclede1951à2000
- 1954
  - (Formule 1) : Grand Prix automobile d'Argentine.
- 1999
  - (Snowboard) : À Berchtesgaden, la Française Julie Pomagalski est sacrée championne du monde de surf des neiges catégorie cross.

### XXIesiècle
- 2004
  - (Natation) : Le nageur américain Ed Moses bat le record du monde du 200 m brasse en petit bassin, à Berlin, en 2 min 02 s 92.
- 2007 :
  - (Biathlon / Coupe du monde) : La Suédoise Anna Carin Olofsson, leader du classement général de la Coupe du monde, s'impose dans le sprint de 7,5 km de Pokljuka, en 21 min 45 s 2, avec un sans faute au tir couché et un tour de pénalité debout, devant la Russe Tatiana Moïsseïeva à 6 s 8 et l'Allemande Kati Wilhelm à 17 s 4. C'est sa troisième victoire de la saison.
  - (Voile / Coupe de l'America) : À Valence (Espagne), trois mois jour pour jour avant le début des éliminatoires de la Coupe de l'America 2007, le Class America « Ita 94 », le deuxième bateau du défi italien « Luna Rossa » — l'un des favoris parmi les challengeurs d' « Alinghi » — est baptisé et mis à l'eau.
- 2015 :
  - (Compétition automobile / Rallye-raid) : les vainqueurs du 36e Rallye Dakar sont l'Espagnol Marc Coma dans la catégorie "moto", le Polonais Rafał Sonik en "quad", le Qatari Nasser Al-Attiyah et son copilote français Mathieu Baumel en "auto" puis le Russe Ayrat Mardeev en "camion".
- 2019 :
  - (Compétition automobile / Rallye-raid) : les vainqueurs du 41e Rallye Dakar sont l'Australien Toby Price dans la catégorie "moto", l'Argentin Nicolás Cavigliasso en "quad", le Qatari Nasser Al-Attiyah et son copilote français Mathieu Baumel en "auto" puis le Russe Eduard Nikolaev en "camion".
- 2025 :
  - (Compétition automobile / Rallye-raid) : les vainqueurs du 47e Rallye Dakar sont l'Australien Daniel Sanders dans la catégorie "moto", le Saoudien Yazeed Al-Rajhi et son copilote Allemand Timo Gottschalk en "auto", l'Argentin Nicolás Cavigliasso en "quad" puis les Tchèques Martin Macík et son copilote František Tomášek en "camion".
  - (Patinage de vitesse sur piste courte / Championnats d'Europe) : début de la 28e édition des Championnats d'Europe qui se tiennent à Dresde, en Allemagne, jusqu'au 19 janvier.

## Naissances

### XIXesiècle
- 1867 :
  - Alfred Rawlinson, joueur de polo britannique. Champion olympique aux Jeux de Paris 1900. († 1er juin 1934).
- 1872 :
  - Henri Masson, fleurettiste français. Médaillé d'argent en individuel aux Jeux de Paris 1900. († 17 janvier 1963).
- 1879 :
  - Burt McKinnie, golfeur américain. Médaillé d'argent par équipes et de bronze en individuel aux Jeux de Saint-Louis 1904. († 22 novembre 1946).
- 1895 :
  - John Duff, pilote de courses automobile canadien. Vainqueur des 24 Heures du Mans 1924. († 8 janvier 1958).

### XXesièclede1901à1950
- 1905 :
  - Guillermo Stábile, footballeur puis entraîneur argentin. (4 sélections en équipe d'Argentine). Sélectionneur de l'équipe d'Argentine de 1939 à 1960 vainqueur des Copa América 1941, 1945, 1946, 1947, 1955 et 1957. († 27 décembre 1966).
- 1908 :
  - Cus d'Amato, entraîneur de boxe américain. († 4 novembre 1985).
- 1914 :
  - Joe Payne, footballeur anglais. (1 sélection en équipe d'Angleterre). († 22 avril 1975).
- 1926 :
  - Nel van Vliet, nageuse néerlandaise. Championne olympique du 200 m brasse aux Jeux de Londres 1948. Championne d'Europe de natation du 200 m brasse 1947. († 5 janvier 2006).
  - Clyde Walcott, joueur de cricket puis dirigeant sportif barbadien. (44 sélections en test cricket avec l'équipe des Indes occidentales). († 26 août 2006).
- 1929 :
  - Frances Dafoe, patineuse artistique de couple canadienne. Médaillée d'argent aux Jeux de Cortina d'Ampezzo 1956. Championne du monde de patinage artistique en couples 1954 et 1955. († 23 septembre 2016).
  - Jacques Plante, hockeyeur sur glace canadien. († 27 février 1986).
- 1931 :
  - Don Zimmer, joueur de baseball puis entraîneur et dirigeant sportif américain. († 4 juin 2014).
- 1932 :
  - Jean Le Guilly, cycliste sur route français. († 22 mars 2005).
- 1933 :
  - Armand Fouillen, footballeur puis entraîneur français. († 17 juin 2024).
  - Dan Waern, athlète de demi-fond suédois.
- 1934 :
  - Zlatko Papec, footballeur yougoslave puis croate. (6 sélections avec l'équipe de Yougoslavie). († 3 février 2013).
- 1938 :
  - Rauno Aaltonen, pilote de rallyes automobile finlandais.
  - Toini Gustafsson, fondeuse suédoise. Médaillée d'argent du relais 3 × 5 km aux Jeux d'Innsbruck 1964 puis championne olympique du 5 et du 10 km classique puis médaillée d'argent du relais 3 × 5 km aux Jeux de Grenoble 1968.
  - David Theile, nageur australien. Champion olympique du 100m dos aux Jeux de Melbourne 1956 puis champion olympique du 100m dos et médaillé d'argent du relais 4 × 100 m 4 nages aux Jeux de Rome 1960.
- 1940 :
  - Kipchoge Keino, athlète de fond, de demi-fond et de haies kényan. Champion olympique du 1 500 m et médaillé d'argent du 5 000 m aux Jeux de Mexico 1968 puis champion olympique du 3 000 m steeple et médaillé d'argent du 1 500 m aux Jeux de Munich 1972.
- 1941 :
  - René Binggeli, cycliste sur route suisse. († 27 septembre 2007).
  - Karin Frisch, athlète de sprint allemand.
- 1942 :
  - Mohamed Ali, boxeur américain. Champion olympique des poids mi-lourds aux Jeux de Rome 1960. Champion du monde des lourds de 1964 à 1967 puis de 1974 à 1979. († 3 juin 2016).
- 1944 :
  - Mahieddine Khalef, footballeur et entraîneur algérien. († 10 décembre 2024).
- 1949 :
  - Dick Nanninga, footballeur néerlandais. (15 sélections en équipe des Pays-Bas). († 21 juillet 2015).
  - Patrick Péra, patineur artistique messieurs français. Médaillé de bronze aux Jeux de Grenoble 1968 et aux Jeux de Sapporo 1972. Médaillé de bronze aux Mondiaux de patinage artistique 1969 et d'argent à ceux de 1971. Médaillé d'argent aux CE de patinage artistique 1969 et ceux de 1970 puis médaillé de bronze à ceux de 1972.
- 1950 :
  - Ján Švehlík, footballeur et ensuite entraîneur tchécoslovaque puis slovaque. Champion d'Europe de football 1976. (17 sélections avec l'équipe de Tchécoslovaquie de football).
  - Rolando Thöni, skieur italien. Médaillé de bronze du slalom aux Jeux de Sapporo 1972. († 4 avril 2021).

### XXesièclede1951à2000
- 1952 :
  - Michael Milbury, hockeyeur sur glace et ensuite entraîneur américain.
  - Darrell Porter, joueur de baseball américain. († 5 août 2002).
- 1953 :
  - Agnese Possamai, athlète de demi-fond italienne.
- 1956 :
  - Jean-François Leroch, pilote de courses automobile et homme d'affaires français.
  - Faouzi Mansouri, footballeur algérien. (25 sélections en équipe d'Algérie). († 18 mai 2022).
- 1957 :
  - Michel Périn, copilote de course de rallye-raid français. Vainqueur des Rallye Dakar 1994, 1995, 1996.
  - Michel Vaarten, cycliste sur piste belge. Médaillé d'argent du kilomètre aux Jeux de Montréal 1976. Champion du monde de cyclisme sur piste du keirin 1986.
- 1959 :
  - Lutz Heßlich, cycliste sur piste allemand. Champion olympique de la vitesse aux Jeux de Moscou 1980 et aux Jeux de Séoul 1988. Champion du monde de cyclisme sur piste 1979, 1983, 1985 et 1987.
- 1960 :
  - Chili Davis, joueur de baseball jamaïcain.
- 1961 :
  - Alex Ramos, boxeur américain.
  - Sergueï Svetlov, hockeyeur sur glace et ensuite entraîneur soviétique puis russe.
- 1963 :
  - Henri Sanz, joueur de rugby à XV français. (12 sélections en équipe de France).
- 1965 :
  - Sylvain Turgeon, hockeyeur sur glace canadien.
- 1966 :
  - Trish Johnson, golfeuse britannique.
- 1967 :
  - Régis Brouard, footballeur puis entraîneur français.
- 1968 :
  - Svetlana Masterkova, athlète de demi-fond russe. Championne olympique du 800 et du 1 500 m aux Jeux d'Atlanta 1996. Championne du monde du 1 500 m d'athlétisme 1999. Championne d'Europe d'athlétisme du 1 500 m 1998.
- 1970 :
  - Jeremy Roenick, hockeyeur sur glace américain. Médaillé d'argent aux Jeux de Salt Lake City 2002.
  - James Wattana, joueur de snooker thaïlandais.
- 1971 :
  - Yórgos Baloyánnis, basketteur grec. Vainqueur de la Coupe Korać 1994 et de la Euroligue de basket-ball 2002.
  - Richard Burns, pilote de rallye britannique. Champion du monde des rallyes 2001. (10 victoires en rallyes). († 25 novembre 2005).
- 1973 :
  - Cuauhtémoc Blanco, footballeur mexicain. Vainqueur des Coupes des champions 1992 et 2006. (120 sélections en équipe du Mexique).
  - Aaron Ward, hockeyeur sur glace canadien.
- 1974 :
  - Yang Chen, footballeur chinois. (35 sélections en équipe de Chine).
- 1976 :
  - Matthieu Baumel, copilote de rallye et de rallye-raid français. Vainqueur des Rallye Dakar 2015 et 2019.
- 1977 :
  - Dmitri Kiritchenko, footballeur puis entraîneur russe. (32 sélections en équipe de Russie).
  - Luca Paolini, cycliste sur route italien. Vainqueur de Gand-Wevelgem 2015.
- 1978 :
  - Petra Mandula, joueuse de tennis hongroise.
- 1979 :
  - Takafumi Nishitani, patineur de vitesse sur piste courte japonais. Champion olympique du 500m aux Jeux de Nagano 1998
  - Asbjørn Sennels, footballeur danois. (2 sélections en équipe du Danemark). († 9 juillet 2023).
- 1980 :
  - Grégory Rast, cycliste sur route suisse.
  - Modestas Stonys, footballeur lituanien. (1 sélection en équipe de Lituanie).
- 1981 :
  - Thierry Ascione, joueur de tennis français.
  - Julien Cousineau, skieur canadien.
  - Harding Nana, basketteur camerounais.
  - Velimir Radinovic, basketteur serbo-canadien. (7 sélections avec l'équipe du Canada).
  - Christophe Riblon, cycliste sur route et sur piste français.
- 1982 :
  - Ricardo Bóvio, footballeur puis entraîneur brésilien.
  - Dwyane Wade, basketteur américain. Médaillé de bronze aux Jeux d'Athènes 2004 puis champion olympique aux Jeux de Pékin 2008. (40 sélections en Équipe des États-Unis).
- 1983 :
  - Álvaro Arbeloa, footballeur espagnol. Champion du monde de football 2010. Champion d'Europe de football 2008 et 2012. Vainqueur des Ligues des champions 2014 et 2016. (57 sélections en équipe d'Espagne).
- 1984 :
  - Filip Hološko, footballeur slovaque. (65 sélections en équipe de Slovaquie).
  - Maxime Renaud, basketteur français.
- 1985 :
  - Anna Alminova, athlète de demi-fond russe.
  - Arnaud Bühler, footballeur suisse.
  - Karolina Kudłacz-Gloc, handballeuse polonaise. (193 sélections en équipe de Pologne).
  - Sebastian Langeveld, cycliste sur route néerlandais.
- 1986 :
  - Viktor Stalberg, hockeyeur sur glace suédois.
- 1987 :
  - Viktoriya Mirtcheva, basketteuse ukrainienne. (7 sélections en équipe d'Ukraine).
  - Simone Ponzi, cycliste sur route italien.
  - Mark Sanchez, basketteur américano-mexicain.
  - Oleksandr Usyk, boxeur ukrainien.
- 1988 :
  - Will Genia, joueur de rugby à XV australien. Vainqueur du Tri-nations 2011 ainsi que du Challenge européen 2017. (110 sélections en équipe d'Australie).
  - Mike Di Meglio, pilote de moto français. Champion du monde de vitesse moto 125 cm3 2008. (9 victoires en Grand Prix).
  - Héctor Moreno, footballeur mexicain. (132 sélections en équipe du Mexique).
  - Albert Ramos-Viñolas, joueur de tennis espagnol.
  - Abdou Traoré, footballeur franco-malien. (37 sélections avec l'équipe du Mali).
- 1989 :
  - Jean-Jacques Acquevillo, handballeur français. (2 sélections en équipe de France).
  - Antoine Diot, basketteur français. Médaillé de bronze au CM de basket-ball masculin 2014. Champion d'Europe de basket-ball 2013. Vainqueur de l'EuroCoupe 2019. (93 sélections en équipe de France).
  - Pierre Le Coq, véliplanchiste français. Médaillé de bronze du RS:X aux Jeux de Rio 2016.
- 1990 :
  - Esteban Chaves, cycliste sur route colombien. Vainqueur du Tour de Lombardie 2016.
  - Erving Walker, basketteur américain.
  - Tyler Zeller, basketteur américain.
- 1991 :
  - Simon Gougnard, hockeyeur sur gazon belge. Médaillé d'argent aux Jeux de Rio 2016 puis champion olympique aux Jeux de Tokyo 2020. Champion du monde de hockey sur gazon 2018. Champion d'Europe de hockey sur gazon masculin 2019. (322 sélections en équipe de Belgique).
  - Drilon Hajrizi, basketteur kosovar. (16 sélections en équipe du Kosovo).
  - Yann Lesgourgues, joueur de rugby à XV français. Vainqueur du Challenge européen 2012.
- 1992 :
  - Dounia Abdourahim, handballeuse française. (6 sélections en équipe de France).
  - Nasrane Bacar, athlète de sprint française.
  - Brendan Canty, cycliste sur route australien.
  - Christian Jones, basketteur américain.
- 1993 :
  - Amanda Ilestedt, footballeuse suédoise. (70 sélections en équipe de Suède).
  - José Sá, footballeur portugais. Vainqueur de la Ligue des nations 2019. (3 sélections en équipe du Portugal).
  - Mohamed Soussi, handballeur tunisien. Champion d'Afrique des nations masculin de handball 2018. Vainqueur de la Ligue des champions d'Afrique masculin 2014 et de la Ligue des champions masculine de l'EHF 2018. (98 sélections en équipe de Tunisie).
  - Peceli Yato, joueur de rugby à XV fidjien. Vainqueur du Challenge européen 2019. (22 sélections en équipe des Fidji).
- 1994 :
  - Pascal Ackermann, cycliste sur piste et sur route allemand.
  - Blaž Blagotinšek, handballeur slovène. (118 sélections en équipe de Slovénie).
  - Tom Bohli, cycliste sur piste et sur route suisse.
  - Quentin Cornette, footballeur français.
- 1996 :
  - Victor Lafay, cycliste sur route français.
- 1997 :
  - Andreas Hanche-Olsen, footballeur norvégien. (15 sélections en équipe de Norvège).
- 1998 :
  - Alan Cervantes, footballeur mexicain. Vainqueur de la Ligue des champions 2018. (33 sélections en équipe du Mexique).
  - Kristina Jørgensen, handballeuse danoise. Médaillée de bronze aux Jeux de Paris 2024. (120 sélections en équipe du Danemark).
  - Lovro Majer, footballeur croate. (34 sélections en équipe de Croatie).
  - Jeff Reine-Adélaïde, footballeur français.
- 1999 :
  - Samba Daly Fall, basketteur sénégalais.
  - Nérilia Mondésir, footballeuse haïtienne. (27 sélections en équipe d'Haïti).
- 2000 :
  - Ayo Dosunmu, basketteur américain.

### XXIesiècle
- 2001 :
  - Aji Alese, footballeur anglais.
  - Enzo Fernández, footballeur argentin. Champion du monde de football 2022. Vainqueur de la Copa América 2024. (19 sélections en équipe d'Argentine).
  - Coco Lindelauf, joueuse de rugby à XV néerlando-française. (18 sélections avec l'équipe de France).
  - Ismaël Kamagate, basketteur français. (3 sélections en équipe de France).
- 2002 :
  - Andres Jasson, footballeur américain.
  - Thomas Kristensen, footballeur danois.
- 2003 :
  - Fryderyk Gerbowski, footballeur polonais.
- 2004 :
  - Yonis Njoh, footballeur français.
- 2006 :
  - Dies Janse, footballeur néerlandais.

## Décès

### XXesièclede1951à2000
- 1963 :
  - Henri Masson, 91 ans, fleurettiste français. Médaillé d'argent en individuel aux Jeux de Paris 1900. (° 17 janvier 1872).
- 1968 :
  - Jennie Fletcher, 77 ans, nageuse britannique. Championne olympique du relais 4×100m nage libre et médaillée de bronze du 100m nage libre aux Jeux de Stockholm 1912. (° 19 mars 1890).
- 1971 :
  - Philippe Thys, 81 ans, cycliste sur route et de cyclo-cross belge. Vainqueur des Tours de France 1913, 1914 et 1920 puis du Tour de Lombardie 1917. (° 8 octobre 1889).
- 1991 :
  - Olav V, 87 ans, Prince héritier de Norvège et sauteur à ski ainsi que régatier. Champion olympique du bateau de 6 m aux Jeux d'Amsterdam 1928. Roi de Norvège de 1957 à 1991. (° 2 juillet 1903).
- 1994 :
  - Helen Stephens, 75 ans, athlète de sprint américaine. Championne olympique du 100 m et du relais 4 × 100 m aux Jeux de Berlin 1936. (° 3 février 1918).
- 1999 :
  - Alister Hopkinson, 57 ans, joueur de rugby à XV néo-zélandais. (9 sélections en équipe de Nouvelle-Zélande). (° 30 mai 1941).

### XXIesiècle
- 2004 :
  - Harry Brecheen, 89 ans, joueur de baseball puis dirigeant sportif américain. (° 14 octobre 1914).
- 2008 :
  - John McHale, 86 ans, joueur de baseball puis dirigeant sportif américain. (° 21 septembre 1921).
  - Ernie Holmes, 59 ans, joueur de foot U.S américain. (° 11 juillet 1948).
- 2009 :
  - Tomislav Crnković, 79 ans, footballeur et ensuite entraîneur yougoslave puis croate. (51 sélections avec l'équipe de Yougoslavie). (° 17 juin 1929).
- 2016 :
  - Sherron Mills, 44 ans, basketteur américano-turc. (° 29 juillet 1971).
- 2020 :
  - Pietro Anastasi, 71 ans, footballeur italien. Champion d'Europe de football 1968. (25 sélections en équipe nationale). (° 7 avril 1948).